# László Moholy-Nagy

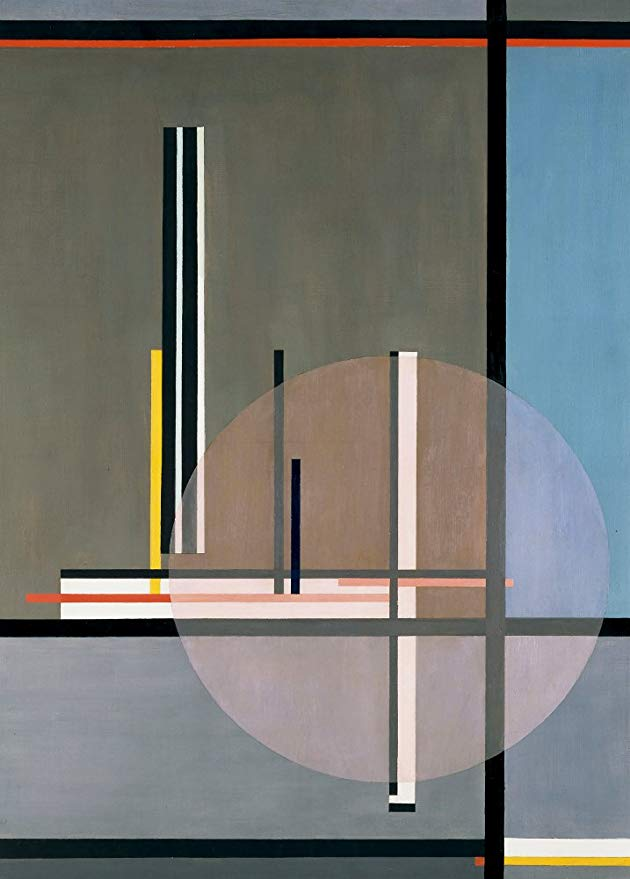
LIS (1922)

László Moholy-Nagy, pierw. László Weisz (ur. 20 lipca 1895 w Bácsborsód, zm. 24 listopada 1946 w Chicago) – węgierski malarz, fotograf, projektant, producent filmowy, teoretyk, profesor Bauhausu.

## Życiorys
Z powodu I wojny światowej musiał przerwać studia prawnicze. W 1917, przechodząc rekonwalescencję w Segedynie, założył wraz z przyjaciółmi grupę artystyczną Ma. Po wojnie wznowił studia i po otrzymaniu stopnia naukowego przeniósł się do Wiednia (1919). Rok później wyjechał do Berlina. Tam wykonał swoje pierwsze fotogramy i dadaistyczne kolaże. Jego pierwsza wystawa indywidualna odbyła się w 1922 w galerii Der Sturm w Berlinie. W tych latach współpracował również z kilkoma ważnymi czasopismami poświęconymi sztuce. W 1923 zaczął uczyć w Bauhausie w Weimarze. Dwa lata później z powodu przeniesienia siedziby uczelni zamieszkał w Dessau (dziś Dessau-Roßlau) i pracował tam do 1928, kiedy to postanowił przenieść się ponownie do Berlina, aby zajmować się projektowaniem i filmem. W 1937 wyjechał do Stanów Zjednoczonych, gdzie w Chicago objął posadę dyrektora uczelni New Bauhaus.

## Twórczość
Jako wykładowca w Weimarskim Bauhausie dał się poznać wraz z El Lissitzkim jako zwolennik konstruktywizmu. Pierwsze obrazy o wyraźnie geometryzujących kształtach zaczął malować około 1920. Ponadto prowadził eksperymenty w dziedzinie fotografii i filmu, tworząc w 1921 abstrakcyjne fotogramy (niezależnie od twórczości Mana Raya).
Był również jednym z głównych twórców rzeźby kinetycznej. W swoich pracach wykorzystywał nie tylko ruch, ale i światło, czego efektem były tworzone od 1935 modulatory przestrzenne tzw. space-modulators, rodzaj trójwymiarowego malarstwa załamującego promienie świetlne.
László Moholy-Nagy podjął jedną z pierwszych prób wykreowania sztuki konceptualnej, realizując w 1940 „sztukę na telefon” (artysta przez telefon przekazywał informacje, jak ma zostać wykonane dzieło, które potem uznawał jako swoje).